# Dichaetomyia tenuis
Dichaetomyia tenuis är en tvåvingeart som beskrevs av Malloch 1925. Dichaetomyia tenuis ingår i släktet Dichaetomyia och familjen husflugor. Inga underarter finns listade i Catalogue of Life.